# Philipp Kohlschreiber
Philipp Eberhard Hermann Kohlschreiber (Augsburg, Alemanya Occidental, 16 d'octubre de 1983) és un exjugador professional de tennis alemany.
Va guanyar vuit títols individuals i set en dobles masculins que li van permetre arribar al 16è lloc del rànquing individual (2012) i al 51è del rànquing de dobles masculins (2008). Va formar part de l'equip alemany de la Copa Davis en diverses ocasions.

## Biografia
Es va casar amb la seva xicota de tota la vida Lena Alberti, l'1 d'agost de 2018 a Kitzbühel (Àustria), mentre disputava el torneig de tennis d'aquesta ciutat.

## Palmarès

### Individual: 18 (8−10)
| Llegenda (pre/post 2009)                                 |
| -------------------------------------------------------- |
| Grand Slams (0−0)                                        |
| Tennis Masters Cup / ATP Finals (0−0)                    |
| ATP Masters Series / ATP World Tour Masters 1000 (0−0)   |
| ATP International Series Gold / ATP World Tour 500 (0−0) |
| ATP International Series / ATP World Tour 250 (8−10)     |

| Títols per superfície |
| --------------------- |
| Dura (1−2)            |
| Gespa (1−2)           |
| Terra batuda (6−6)    |

| Resultat  | Núm. | Data                   | Torneig                | Superfície   | Oponent             | Marcador              |
| --------- | ---- | ---------------------- | ---------------------- | ------------ | ------------------- | --------------------- |
| Guanyador | 1.   | 6 de maig de 2007      | Múnic, Alemanya        | Terra batuda | Mikhaïl Iujni       | 2−6, 6−3, 6−4         |
| Guanyador | 2.   | 13 de gener de 2008    | Auckland, Nova Zelanda | Dura         | Juan Carlos Ferrero | 7−6(4), 7−5           |
| Finalista | 1.   | 15 de juny de 2008     | Halle, Alemanya        | Gespa        | Roger Federer       | 3−6, 4−6              |
| Finalista | 2.   | 27 de setembre de 2009 | Metz, França           | Dura (i)     | Gaël Monfils        | 6−7(1), 6−3, 2−6      |
| Guanyador | 3.   | 12 de juny de 2011     | Halle                  | Gespa        | Philipp Petzschner  | 7−6(5), 2−0, retirada |
| Guanyador | 4.   | 6 de maig de 2012      | Múnic (2)              | Terra batuda | Marin Čilić         | 7−6(8), 6−3           |
| Finalista | 3.   | 28 de juliol de 2012   | Kitzbühel, Àustria     | Terra batuda | Robin Haase         | 7−6(2), 3−6, 2−6      |
| Finalista | 4.   | 13 de gener de 2013    | Auckland               | Dura         | David Ferrer        | 6−7(5), 1−6           |
| Finalista | 5.   | 5 de maig de 2013      | Múnic                  | Terra batuda | Tommy Haas          | 3−6, 6−7(3)           |
| Finalista | 6.   | 14 de juliol de 2013   | Stuttgart, Alemanya    | Terra batuda | Fabio Fognini       | 7−5, 4−6, 4−6         |
| Guanyador | 5.   | 24 de maig de 2014     | Düsseldorf, Alemanya   | Terra batuda | Ivo Karlović        | 6−2, 7−6(4)           |
| Finalista | 7.   | 3 de maig de 2015      | Múnic (2)              | Terra batuda | Andy Murray         | 6−7(4), 7−5, 6−7(4)   |
| Guanyador | 6.   | 8 d'agost de 2015      | Kitzbühel              | Terra batuda | Paul-Henri Mathieu  | 2−6, 6−2, 6−2         |
| Guanyador | 7.   | 1 de maig de 2016      | Múnic (3)              | Terra batuda | Dominic Thiem       | 7−6(7), 4−6, 7−6(4)   |
| Finalista | 8.   | 13 de juny de 2016     | Stuttgart (2)          | Gespa        | Dominic Thiem       | 7−6(2), 4−6, 4−6      |
| Finalista | 9.   | 16 d'abril de 2017     | Marràqueix, Marroc     | Terra batuda | Borna Ćorić         | 7−5, 6−7(3), 5−7      |
| Guanyador | 8.   | 6 d'agost de 2017      | Kitzbühel (2)          | Terra batuda | João Sousa          | 6−3, 6−4              |
| Finalista | 10.  | 6 de maig de 2018      | Múnic (3)              | Terra batuda | Alexander Zverev    | 3−6, 3−6              |

### Dobles masculins: 10 (7−3)
| Llegenda (pre/post 2009)                                 |
| -------------------------------------------------------- |
| Grand Slams (0−0)                                        |
| Tennis Masters Cup / ATP Finals (0−0)                    |
| ATP Masters Series / ATP World Tour Masters 1000 (0−0)   |
| ATP International Series Gold / ATP World Tour 500 (2−1) |
| ATP International Series / ATP World Tour 250 (5−2)      |

| Títols per superfície |
| --------------------- |
| Dura (2−3)            |
| Gespa (1−0)           |
| Terra batuda (3−0)    |
| Moqueta (1−0)         |

| Resultat  | Núm. | Data                   | Torneig                     | Superfície   | Parella          | Oponents                       | Marcador         |
| --------- | ---- | ---------------------- | --------------------------- | ------------ | ---------------- | ------------------------------ | ---------------- |
| Guanyador | 1.   | 26 de setembre de 2005 | Ciutat Ho Chi Minh, Vietnam | Moqueta (i)  | Lars Burgsmüller | Ashley Fisher Robert Lindstedt | 5−6(3), 6−4, 6−2 |
| Guanyador | 2.   | 30 de juliol de 2006   | Kitzbühel, Àustria          | Terra batuda | Stefan Koubek    | Oliver Marach Cyril Suk        | 6−2, 6−3         |
| Guanyador | 3.   | 6 de maig de 2007      | Múnic, Alemanya             | Terra batuda | Mikhaïl Iujni    | Jan Hájek Jaroslav Levinský    | 6−1, 6−4         |
| Guanyador | 4.   | 5 de gener de 2008     | Doha, Qatar                 | Dura         | David Škoch      | Jeff Coetzee Wesley Moodie     | 6−4, 4−6, [11−9] |
| Finalista | 1.   | 24 de febrer de 2008   | Rotterdam, Països Baixos    | Dura (i)     | Mikhaïl Iujni    | Tomáš Berdych Dmitry Tursunov  | 5−7, 6−3, [7−10] |
| Guanyador | 5.   | 13 de juliol de 2008   | Stuttgart, Alemanya         | Terra batuda | Christopher Kas  | Michael Berrer Mischa Zverev   | 6−3, 6−4         |
| Finalista | 2.   | 26 d'octubre de 2008   | Basilea, Suïssa             | Dura (i)     | Christopher Kas  | Mahesh Bhupati Mark Knowles    | 3−6, 3−6         |
| Guanyador | 6.   | 14 de juny de 2009     | Halle, Alemanya             | Gespa        | Christopher Kas  | Andreas Beck Marco Chiudinelli | 6−3, 6−4         |
| Finalista | 3.   | 7 de gener de 2012     | Doha                        | Dura         | Christopher Kas  | Filip Polášek Lukáš Rosol      | 3−6, 4−6         |
| Guanyador | 7.   | 6 de gener de 2013     | Doha (2)                    | Dura         | Christopher Kas  | Julian Knowle Filip Polášek    | 7−5, 6−4         |

### Equips: 3 (1−2)
| Resultat  | Núm. | Data                  | Torneig                            | Superfície   | Equip                                            | Oponents                                       | Marcador |
| --------- | ---- | --------------------- | ---------------------------------- | ------------ | ------------------------------------------------ | ---------------------------------------------- | -------- |
| Finalista | 1.   | 27 de maig de 2006    | Copa del món, Düsseldorf, Alemanya | Terra batuda | Nicolas Kiefer Michael Kohlmann Alexander Waske  | Mario Ančić Ivo Karlović Ivan Ljubičić         | 1−2      |
| Finalista | 2.   | 23 de maig de 2009    | Copa del Món, Düsseldorf           | Terra batuda | Nicolas Kiefer Rainer Schüttler Mischa Zverev    | Janko Tipsarević Viktor Troicki Nenad Zimonjić | 1−2      |
| Guanyador | 1.   | 15-21 de maig de 2011 | Copa del Món, Düsseldorf           | Terra batuda | Christopher Kas Florian Mayer Philipp Petzschner | Juan Ignacio Chela Máximo González Juan Mónaco | 2−1      |

## Trajectòria

### Individual
| Torneig | 2002 | 2003 | 2004 | 2005        | 2006        | 2007        | 2008  | 2009        | 2010        | 2011        | 2012  | 2013        | 2014        | 2015        | 2016  | 2017        | 2018        | 2019        | 2020        | 2021 | 2022 | Títols    | V − D     |
| --- | ---- | ---- | ---- | ----------- | ----------- | ----------- | ----- | ----------- | ----------- | ----------- | ----- | ----------- | ----------- | ----------- | ----- | ----------- | ----------- | ----------- | ----------- | ---- | ---- | --------- | --------- |
| Open d'Austràlia | A    | A    | A    | 4R          | 2R          | 2R          | 4R    | 2R          | 3R          | 2R          | 4R    | 3R          | A           | 2R          | 1R    | 3R          | 1R          | 2R          | 2R          | A    | 2R   | 0 / 16    | 23 – 15   |
| Roland Garros | A    | A    | Q2   | 1R          | 2R          | 2R          | 1R    | 4R          | 3R          | 1R          | 2R    | 4R          | 3R          | 2R          | 1R    | 1R          | 1R          | 2R          | 1R          | 3R   | Q1   | 0 / 17    | 16 – 17   |
| Wimbledon | A    | A    | A    | 1R          | 3R          | 1R          | 1R    | 3R          | 3R          | 1R          | QF    | 1R          | 2R          | 1R          | 1R    | 1R          | 3R          | 1R          | NC          | 1R   | Q2   | 0 / 16    | 13 – 16   |
| US Open | A    | 1R   | 2R   | 1R          | 1R          | 3R          | 2R    | 3R          | 2R          | 1R          | 4R    | 4R          | 4R          | 3R          | 1R    | 4R          | 4R          | 1R          | 1R          | 2R   | A    | 0 / 19    | 25 – 19   |
| Jocs Olímpics | NC   | NC   | A    | No celebrat | No celebrat | No celebrat | A     | No celebrat | No celebrat | No celebrat | A     | No celebrat | No celebrat | No celebrat | 2R    | No celebrat | No celebrat | No celebrat | No celebrat | 1R   | NC   | 0 / 2     | 1 – 2     |
| Total Victòries−Derrotes                                                                                                   | 0−3  | 1−3  | 6−10 | 12−25       | 24−20       | 33−27       | 32−21 | 40−25       | 37−24       | 31−27       | 42−24 | 32−25       | 37−25       | 32−23       | 32−21 | 32−19       | 24−24       | 21−22       | 2−7         | 7−9  | 1−3  | 478 – 387 | 478 – 387 |
| Rànquing a final d'any | 247  | 208  | 88   | 86          | 62          | 32          | 28    | 27          | 34          | 43          | 20    | 22          | 24          | 34          | 32    | 29          | 34          | 79          | 98          | 114  | 416  |           |           |
| Llegenda: G: Guanyador; F: Finalista; SF: Semifinalista; QF: Quarts de final; Q: Qualificació; A: Absent; RR: Round Robin; |      |      |      |             |             |             |       |             |             |             |       |             |             |             |       |             |             |             |             |      |      |           |           |

### Dobles masculins
| Open d'Austràlia | A   | 1R  | 1R  | 1R   | A    | A     | A    | A   | 1R   | A    | A   | A   | A   | A   | A   | A   | 0 / 4    | 0 – 4    |
| Roland Garros | A   | A   | A   | 1R   | A    | A     | A    | A   | A    | A    | A   | A   | A   | A   | A   | A   | 0 / 1    | 0 – 1    |
| Wimbledon | A   | A   | A   | 1R   | A    | A     | A    | A   | A    | A    | A   | A   | A   | A   | A   | A   | 0 / 1    | 0 – 1    |
| US Open | A   | 1R  | 1R  | 1R   | A    | A     | A    | 1R  | A    | A    | A   | A   | A   | A   | A   | A   | 0 / 4    | 0 – 4    |
| Total Victòries−Derrotes                                                                                                   | 2−1 | 8−8 | 6−4 | 8−12 | 17−8 | 17−11 | 5−15 | 7−7 | 3−10 | 8−10 | 5−7 | 2−4 | 5−7 | 0−6 | 3−5 | 2−2 | 98 – 118 | 98 – 118 |
| Rànquing a final d'any | 346 | 124 | 148 | 139  | 53   | 74    | 197  | 164 | 328  | 138  | 288 | 563 | 167 | 555 | 176 | 289 |          |          |
| Llegenda: G: Guanyador; F: Finalista; SF: Semifinalista; QF: Quarts de final; Q: Qualificació; A: Absent; RR: Round Robin; |     |     |     |      |      |       |      |     |      |      |     |     |     |     |     |     |          |          |